# Kurt Ahrens
Kurt Karl-Heinrich Ahrens, aussi connu sous le nom de Kurt Ahrens Jr., est un pilote automobile allemand né le 19 avril 1940 à Brunswick en Allemagne. Il disputait occasionnellement le Grand Prix automobile d'Allemagne.

## Biographie
Son père, Kurt Ahrens Sr., est un champion de course motocycliste de type Speedway passé à la Formule 3 500 cm3 en 1952, et qui courra contre son fils durant cinq ans dans cette catégorie. Kurt Ahrens Jr. commence sa carrière en 1958 en Formule 3 sur une Cooper 500 alors qu'il a obtenu son permis de conduire deux jours auparavant.
Il remporte, en 1961 et 1963, le titre de champion d'Allemagne de Formule Junior alors que son père a pris sa retraite. Il dispute les 1 000 kilomètres du Nürburgring 1962 aux côtés d'Anton Fischhaber, sur Alfa Romeo Giulietta puis 1965 avec Hans Herrmann, sur Abarth 1600 OT, ou encore 1967 avec Rolf Stommelen sur Porsche 910. Il disputa aussi les 500 Kilomètres du Nürburgring au côté de Dieter Bohnhorst sur BMW 700 en 1963.
Ahrens dispute alors le championnat de Formule 2 et est présent lors de l'accident mortel de Jim Clark au circuit d'Hockenheim en 1968. Malgré le long tracé du Nürburgring, il est possible de participer au Grand Prix automobile d'Allemagne à bord de monoplaces de Formule 2. Il a participé au Grand Prix d'Allemagne généralement à bord de monoplaces Brabham pour l'écurie Caltex Racing Team, et été invité à disputer le Grand Prix d'Allemagne 1968 à bord d'une Brabham de Formule 1. En qualifications, Ahrens réalise le dix-septième temps en 10 min 33 s 00, à plus d'une minute de Jochen Rindt, pilote officiel de l'écurie, auteur du troisième temps de la séance. En course, alors que Jochen Rindt et Jack Brabham terminent dans les points, Ahrens finit la course avec un tour de retard, en douzième position. Ce sera son unique apparition en Formule 1.

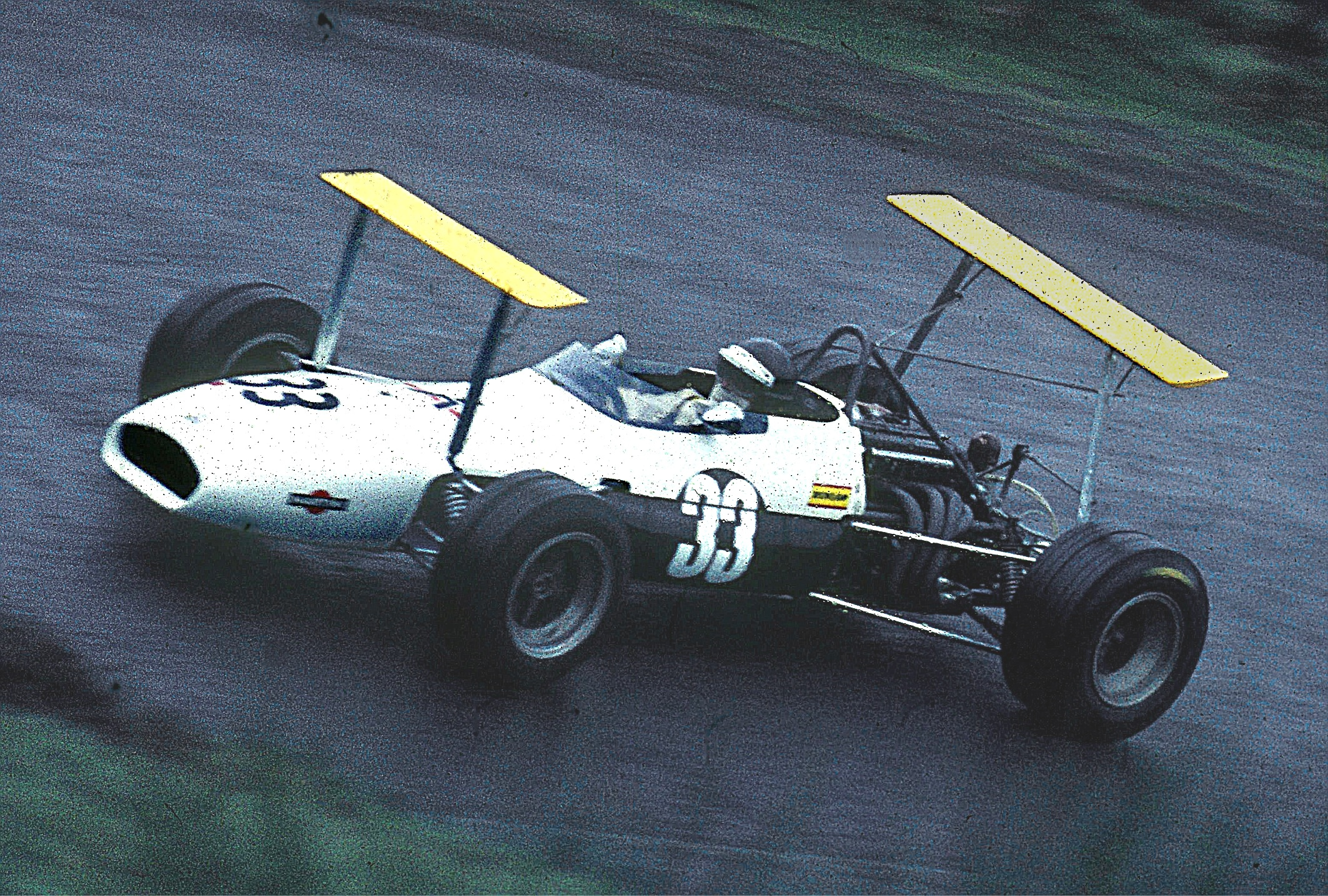
Kurt Ahrens sur Brabham BT30 en 1969 sur le Nürburgring.

En 1968, Ahrens rejoint également l'écurie Porsche au championnat des voitures de sport et remporte aux côtés de Joseph Siffert les 1 000 kilomètres de Zeltweg en 1969. Il a ensuite copiloté la Porsche 917 longue queue aux 24 Heures du Mans 1969 et 1970 mais abandonne à chaque édition. En 1970, associé à Vic Elford, il remporte à bord d'une Porsche 908 l'édition 1970 des 1 000 kilomètres du Nürburgring.
Ahrens prend sa retraite sportive après 1970 avec la fierté de ne pas avoir été tué lors d'une course. En avril 1970, il avait pourtant eu un accident à grande vitesse lors d'un test d'une Porsche à longue queue sur le circuit détrempé de Ehra-Lessien. Sa voiture est passée sous la glissière de sécurité puis s'est cassée en deux, laissant Ahrens avec ses seules sangles de sécurité dans le dos.

## Résultats en championnat du monde de Formule 1
| Saison | Écurie             | Châssis      | Moteur   | Pneus  | GP disputés | Points inscrits | Classement |
| ------ | ------------------ | ------------ | -------- | ------ | ----------- | --------------- | ---------- |
| 1968   | Caltex Racing Team | Brabham BT24 | Repco V8 | Dunlop | 1           | 0               | n.c.       |